# San Pedro kommun, Misiones
Departamento de San Pedro är en kommun i Argentina.   Den ligger i provinsen Misiones, i den nordöstra delen av landet, 1 000 km norr om huvudstaden Buenos Aires. Antalet invånare är 31 050. Arean är 3 407 kvadratkilometer.
Terrängen i Departamento de San Pedro är lite kuperad.
I omgivningarna runt Departamento de San Pedro växer i huvudsak städsegrön lövskog. Runt Departamento de San Pedro är det mycket glesbefolkat, med 7 invånare per kvadratkilometer.